# ピエール・ルメートル
ピエール・ルメートル（Pierre Lemaitre, 1951年4月19日 - ）は、フランスの小説家、推理作家、脚本家。

## 経歴・人物
1951年、パリ生まれ。少年期をパリ北部近郊セーヌ＝サン＝ドニ県のオーベルヴィリエ、ドランシーで過ごした。成人向けの職業教育の場で、主に図書館員を対象に文学を教えながら、連続テレビドラマの脚本家として活躍する。2006年、カミーユ・ヴェルーヴェン警部シリーズ第1作『悲しみのイレーヌ』で小説家デビュー、同作でコニャック市ミステリ文学賞 (fr) 他4つのミステリ賞を受賞する。2009年、『死のドレスを花婿に』がフランス国鉄ミステリ文学賞で次点に選ばれる。
カミーユ・ヴェルーヴェン警部シリーズ第2作『その女アレックス』は、フランスでリーヴル・ド・ポッシュ読者大賞ミステリ部門（2012年）、イギリスでインターナショナル・ダガー賞（2013年）を受賞、日本でも、『このミステリーがすごい!2015』海外部門第1位、「週刊文春ミステリーベスト10」海外部門第1位、「ミステリが読みたい!」海外編第1位、「IN★POCKET文庫翻訳ミステリー・ベスト10」第1位、本屋大賞翻訳小説部門第1位となり、文春文庫版は60万部を超えるヒット作となる。
6冊目の小説である『天国でまた会おう』はミステリではなく、第一次世界大戦をテーマとしたもので、ゴンクール賞に選ばれた。日本語訳は日本翻訳家協会賞翻訳特別賞（2016年）を受賞。また英訳はインターナショナル・ダガー賞（2016年）を受賞し、前年の『傷だらけのカミーユ』に続き2年連続3回目の受賞となった。また『天国でまた会おう』は2017年にアルベール・デュポンテルの監督・主演により同名で映画化されており、ルメートルがデュポンテルと共同で脚本を執筆し、第43回セザール賞で脚色賞を受賞している。

## 著書

### カミーユ・ヴェルーヴェン警部シリーズ
| # | 邦題               | 原題                              | 刊行年        | 刊行年月   | 訳者   | 出版社               | 備考             |
| - | ------------------ | --------------------------------- | ------------- | ---------- | ------ | -------------------- | ---------------- |
| 1 | 悲しみのイレーヌ   | Travail soigné                    | 2006年        | 2015年10月 | 橘明美 | 文藝春秋〈文春文庫〉 | 三部作第一作     |
| 2 | その女アレックス   | Alex                              | 2011年        | 2014年9月  | 橘明美 | 文藝春秋〈文春文庫〉 | 三部作第二作     |
| 3 | わが母なるロージー | Les Grands Moyens 別題Rosy & John | 2011年 2014年 | 2019年9月  | 橘明美 | 文藝春秋〈文春文庫〉 | 中編作品。番外編 |
| 4 | 傷だらけのカミーユ | Sacrifices                        | 2012年        | 2016年10月 | 橘明美 | 文藝春秋〈文春文庫〉 | 三部作第三作     |

### 災厄の子供たち三部作
| # | 邦題             | 原題                   | 刊行年 | 刊行年月   | 訳者   | 出版社                                                |
| - | ---------------- | ---------------------- | ------ | ---------- | ------ | ----------------------------------------------------- |
| 1 | 天国でまた会おう | Au revoir là-haut      | 2013年 | 2015年10月 | 平岡敦 | 早川書房〈ハヤカワ・ミステリ文庫〉 早川書房（単行本） |
| 2 | 炎の色           | Couleurs de l'incendie | 2018年 | 2018年11月 | 平岡敦 | 早川書房〈ハヤカワ・ミステリ文庫〉 早川書房（単行本） |
| 3 | われらが痛みの鏡 | Miroir de nos peines   | 2020年 | 2021年6月  | 平岡敦 | 早川書房〈ハヤカワ・ミステリ文庫〉                    |

### その他
| # | 邦題               | 原題                   | 刊行年 | 刊行年月  | 訳者     | 出版社               |
| - | ------------------ | ---------------------- | ------ | --------- | -------- | -------------------- |
| 1 | 死のドレスを花婿に | Robe de marié          | 2009年 | 2009年7月 | 吉田恒雄 | 柏書房               |
| 1 | 死のドレスを花婿に | Robe de marié          | 2009年 | 2015年4月 | 吉田恒雄 | 文藝春秋〈文春文庫〉 |
| 2 | 監禁面接           | Cadres noirs           | 2010年 | 2018年8月 | 橘明美   | 文藝春秋             |
| 3 | 僕が死んだあの森   | Trois jours et une vie | 2016年 | 2021年5月 | 橘明美   | 文藝春秋             |

※括弧内の邦題は『その女アレックス』の「訳者あとがき」に記載された仮の書名。